# Bilkheim
Bilkheim ist eine Ortsgemeinde im Westerwaldkreis in Rheinland-Pfalz. Sie gehört der Verbandsgemeinde Wallmerod an.

## Geographie

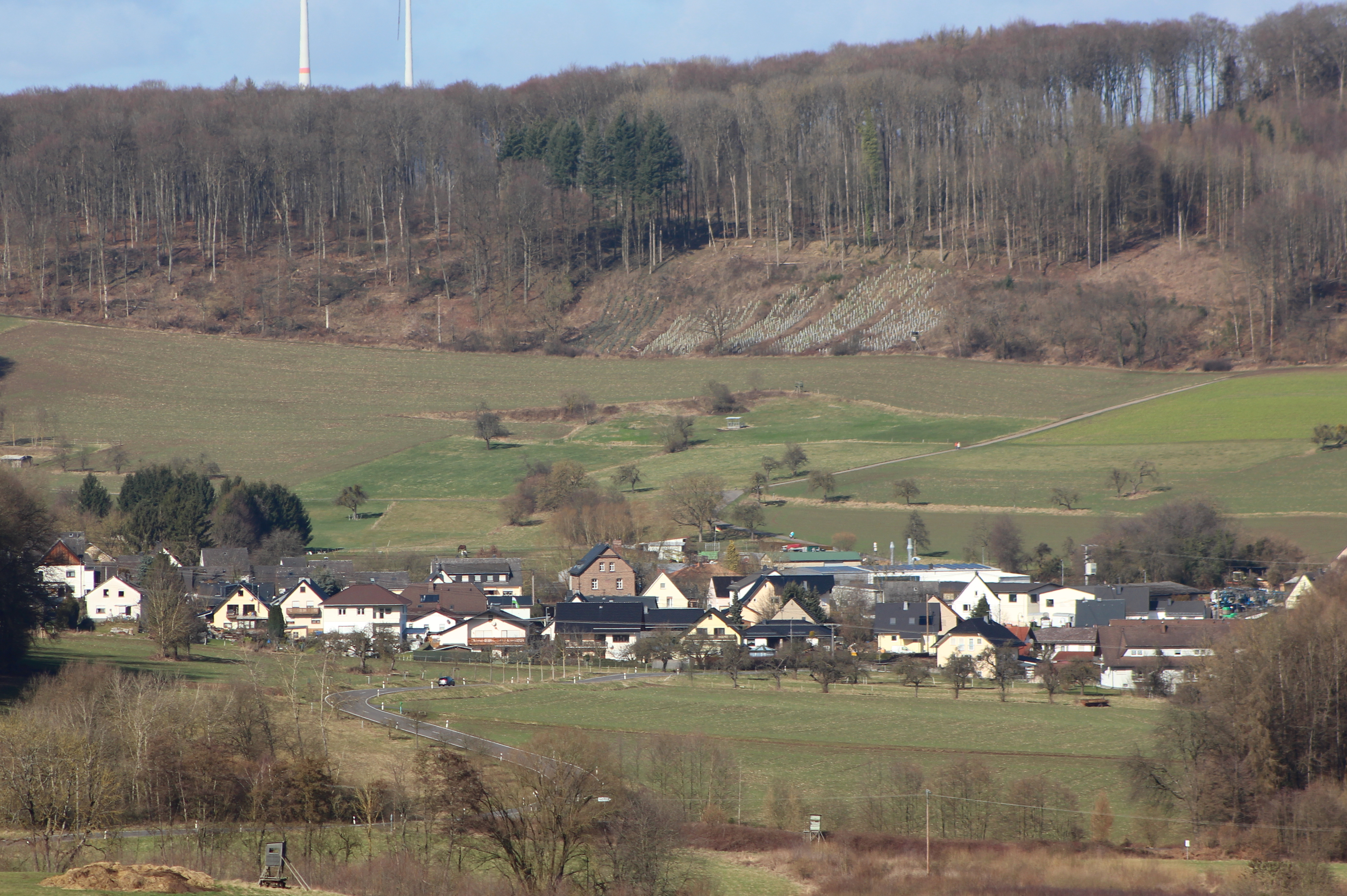
Ansicht von Bilkheim

Bilkheim liegt ca. 13 km nordöstlich von Montabaur in einem Talkessel, direkt an der Grenze zu Hessen. Der Schafbach entspringt oberhalb des Dorfes, fließt seitlich an Bilkheim vorbei und mündet in den Walmeroder Bach, der seinerseits kurz danach in den Salzbach mündet. Zu Bilkheim gehört auch der Wohnplatz Schloß Neuroth.

## Geschichte
Erstmals urkundlich erwähnt als Bullincheym wurde Bilkheim im Jahr 1345 in Verbindung mit Dietrich von Brambach zu Neurod. Aufgrund der Namensendung -heim wird Bilkheim, wie mehrere Orte in der Umgebung, als fränkische Gründungen von vor dem 6. Jahrhundert n. Chr. angesprochen. Jedoch ist diese Datierung keineswegs gesichert.
1664 wurde das Wasserschloss Hof Neuroth in seiner heutigen Form als Witwensitz des Hauses Walderdorff erbaut.
Im Jahr 1828 wurden Urnengräber aus der Hallstattkultur (700 bis 500 v. Chr.) auf der „Heide“ entdeckt. Durch diese Gräberfunde ist belegt, dass es bereits vor weit über 2000 Jahren eine Siedlung im Raum Bilkheims gegeben haben muss. Die Gräberfunde werden teilweise im Museum Wiesbaden ausgestellt bzw. archiviert.

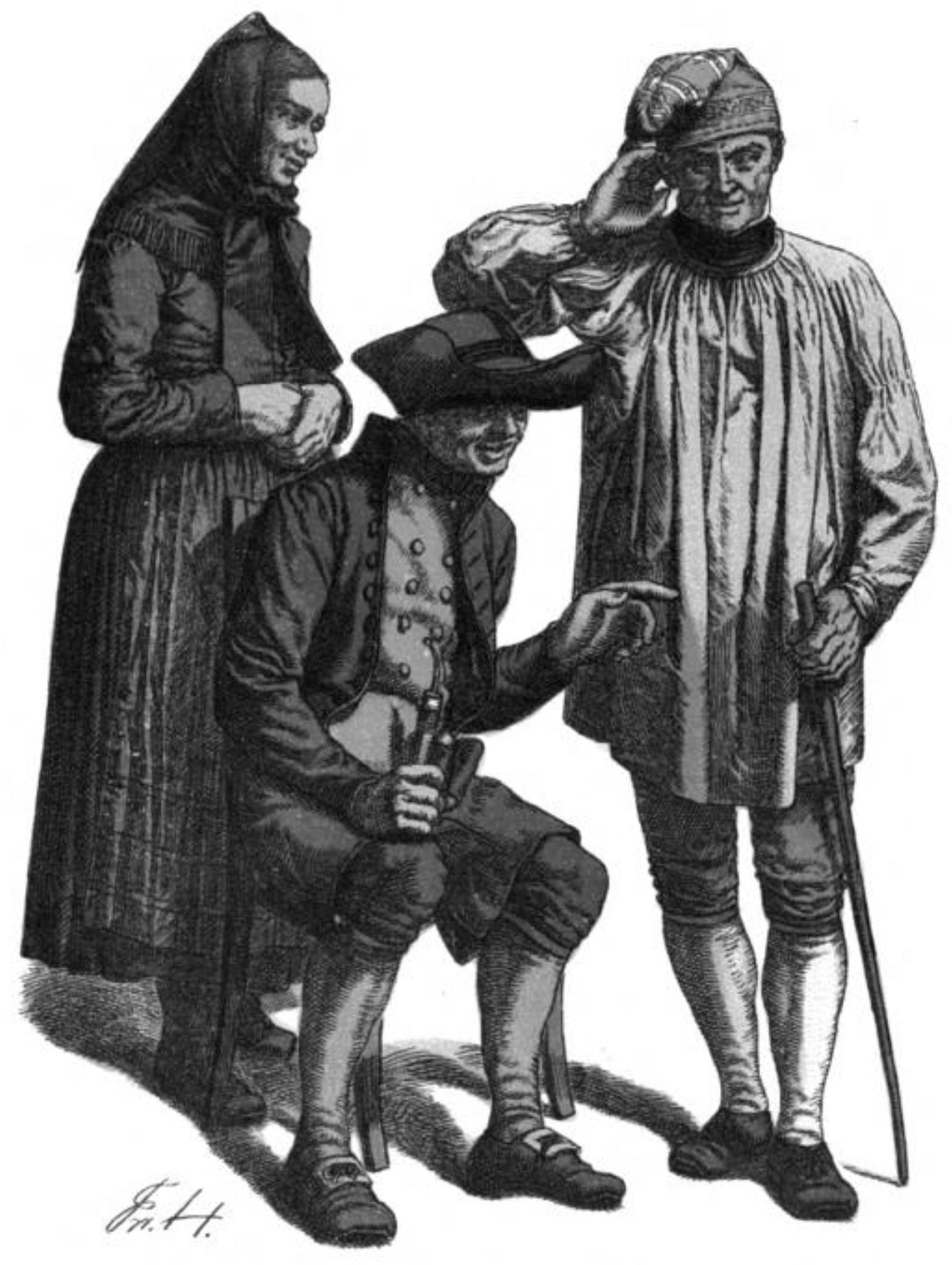
Darstellung der typischen Bilkheimer Tracht

Im Jahr 1901 wurde in Bilkheim eine Schule gebaut, die sich jetzt in privatem Besitz befindet. 1910 wurde Bilkheim an die Bahnstrecke Herborn–Montabaur angeschlossen. Inzwischen ist diese zur Stichbahn für den reinen Gütertransport in Richtung Montabaur zurückgebaut, die am Bahnhof Wallmerod endet, der sich in Bilkheim befindet. Die weitere Trasse nach Westerburg ist heute zum Rad- und Wanderweg zurückgebaut.
Bevölkerungsentwicklung
Die Entwicklung der Einwohnerzahl von Bilkheim, die Werte von 1871 bis 1987 beruhen auf Volkszählungen:
| Jahr | Einwohner |
| ---- | --------- |
| 1815 | 185       |
| 1835 | 214       |
| 1871 | 234       |
| 1905 | 208       |
| 1939 | 255       |
| 1950 | 264       |
| 1961 | 263       |

| Jahr | Einwohner |
| ---- | --------- |
| 1970 | 332       |
| 1987 | 347       |
| 1997 | 444       |
| 2005 | 496       |
| 2011 | 483       |
| 2017 | 498       |
| 2023 | 466       |

## Politik

### Bürgermeister
Wilhelm Krings (parteilos) wurde am 26. September 2019 Ortsbürgermeister von Bilkheim. Bei der Wiederholungswahl am 8. September 2019 war er mit einem Stimmenanteil von 64,2 % für fünf Jahre gewählt worden. Diese Wahl wurde notwendig, weil bei der Direktwahl am 26. Mai 2019 der einzige Bewerber keine ausreichende Mehrheit erreicht hatte. Bei der Direktwahl am 9. Juni 2024 wurde er ohne Gegenkandidaten mit 66,4 % der Stimmen im Amt bestätigt.
Krings Vorgänger Michael Becker hatte das Amt 15 Jahre ausgeübt.

### Wappen
| Wappen von Bilkheim | Blasonierung: „Durch Göpelschnitt geteilt. Vorn auf goldenem, mit einem schräglinks steigenden blauen Wellenkeil belegten Wellenschildfuß, in Rot ein silberner Schlossturm. Hinten in Silber ein roter Turm mit drei Zinnen und drei silbernen Fenstern. Unten in Grün eine goldene Urne, umlegt von sechs silbernen gleichschenkligen Trapezen.“ |
| Wappen von Bilkheim | |

## Verkehr
- Die nächste Autobahnanschlussstelle ist Diez an der A 3 Köln–Frankfurt, etwa zehn Kilometer entfernt.
- Die nächstgelegene Anschlussmöglichkeit an den Eisenbahnverkehr sind der Bahnhof Westerburg und der Haltepunkt Berzhahn an der Westerwald-Sieg-Bahn, hier verkehren die Züge der Linie RB90 (Limburg(Lahn) – Diez Ost – Westerburg – Hachenburg – Altenkirchen(Ww) – Au(Sieg) – Wissen(Sieg) – Siegen) nach dem Rheinland-Pfalz-Takt, die nächstgelegenen Anschlussmöglichkeiten an den Eisenbahnfernverkehr sind der Bahnhof Montabaur sowie der Bahnhof Limburg Süd.
- Die nächsten großen Passagierflughäfen sind Flughafen Köln-Bonn und Frankfurt.

## Veranstaltungen
Bilkheim hat jedes Jahr drei Großveranstaltungen:
- Kirmes: Am letzten Wochenende im August findet jedes Jahr die traditionelle Kirmes im und am Gemeindehaus St. Barbara statt.
- Backesfest: Am ersten Wochenende im August findet jedes Jahr das Backesfest statt. Dieses Fest wird von allen Vereinen zusammen gestaltet.
- Weihnachtsmarkt: Im Dezember 2006 wurde erstmals ein Weihnachtsmarkt veranstaltet.